# Najbolje godine (televizijska serija)
Najbolje godine je bila popularna hrvatska sapunica. Glavni redatelji su Mladen Dizdar, Robert Orhel, Goran Rukavina i Kristijan Milić, dok je kreativni producent Milivoj Puhlovski. Serija je s emitiranjem krenula 14. rujna 2009. na programu Nove TV. Prikazivala je od ponedjeljka do četvrtka u 20.45 i petkom u 20.00. Prikazuje se i u Bosni i Hercegovini na TV "Program Plus" (zajednički kanal ATV i NTV Hayat), u Sloveniji na Pop TV i u Srbiji na TV B92. Snimanja serije počela su početkom kolovoza 2009.,a zbog velike gledanosti koju postiže u lipnju 2010. nastavlja se snimanje druge sezone. Sredinom travnja 2011. pala je i posljednja klapa Najboljih godina.

## O seriji

### Radnja
SEZONA 1
Modernu gradsku curu Lorenu Levaj na selo će dovesti igra vrlo neobičnih i sudbonosnih okolnosti. Nakon što proživi najgori dan u životu, kako na privatnom, tako i na poslovnom planu, put je nanosi na put za Dragošje. Zahvaljujući njenoj sklonosti nesporazumima i sitnim nespretnostima ove simpatične djevojke njen će se boravak u malenom selu nenadano produljiti. Jedan koban dan bit će dovoljan da se Lorena zamjeri osobi kojoj se nikako nije smjela zamjeriti i da prouzrokuje pravi požar koji će njenu sudbinu zapečatiti do daljnjega.
Stari obiteljski posjed postaje njen novi dom, a maleno selo i njegovi stanovnici njezin čitav svijet. Lorena će svoje novo mjesto i njegove stanovnike upoznavati zajedno s gledateljima serije kojima će zasigurno, jednako kao i njoj, ovo mjestašce brzo ući pod kožu. Gledatelji će tako dobiti priliku svjedočiti životne uspone i padove ljudi koji neodoljivo podsjećaju na naše vlastite susjede, rođake, roditelje, mještane ili prijatelje, pa čak i na nas same.
Svatko od nas poznaje bar jednu Ružu Hajduk, sposobnu, autoritativnu ženu koja pokreće sva društvena zbivanja u mjestu, koju se za sve pita i koja o svemu odlučuje. Svaka obitelj ima svog senilnog i pomalo zlobnog djeda. Svakoga od nas određuju očekivanja naših roditelja. Svaka je gradska djevojka bar jednom bacila oko na zagonetnog seoskog mladića koji mnogo kaže čak i kada malo govori. Svaki je gradski poslovni čovjek ponekad pomislio kako bi lijepo bilo živjeti jednostavnim seoskim životom, a mnoge će se mlade žene prepoznati u liku učiteljice Jane Matišić koja godinama ljubav traži na krivim mjestima čekajući svoju 'srodnu dušu' koja nikako da navrati. Osobine stanovnika tako stvaraju slojevite likove, likovi zanimljive i uvijek nove situacije, a situacije iz dana u dan stvaraju živote koji se dotiču i vječito mijenjaju, kako sebe tako i mjesto u kojemu žive.Nakon kraja prve sezone u selu će se dogoditi velike promjene.
SEZONA 2
Druga sezona popularne serije donosi brojne nove zaplete i likove u Dragošje. Pratili smo dolazak i prilagodbu lijepe Lorene u seoskom okruženju, njen novi početak i suživot sa stanovnicima ovog dražesnog sela. Ušli smo u živote živopisnih Dragošjana, pratili njihove dogodovštine, a novi nastavci upoznaju nas s udanom Lorenom, ali i novim žiteljima, odnosima i obratima u radnji. Dvojica braće Hajduk borila su se za Loreninu naklonost, a za njenu ruku naposljetku izborio se Tomo. Samo naizgled je spokoj zavladao ovim slavonskim selom jer novi nemiri stižu s likovima poput Violete, ambicioznih političara i moćnika poput Suzane Gajs i Tune.
Zbog kaznenog djela selo postaje bogatije za još jednu obitelj iz Zagreba - Gajs. Suzana Gajs, moćna i ambiciozna žena glava je te obitelji. Zajedno sa svojim kćerima blizankama Tenom i Lenom te majkom Spomenkom, Suzana mora prihvatiti svoju sudbinu. Pred njom je život u selu daleko od luksuza velegrada na kakav je navikla. Suzana postaje nova općinska načelnica sela Vimečine, Rudina i Dragošja. Ova zanosna i beskrupulozna poslovna žena pokušat će unijeti velike promjene u selima i tako uznemiriti lokalno stanovništvo. Njena majka Spomenka izazvat će pak nemire samo u Božinom srcu. Kako će vrijeme prolaziti Suzana će unatoč svojoj hladnoći početi gajiti simpatije prema jednom od žitelja Dragošja.
Moćni Tuna još je jedna osoba koja ima veliki utjecaj na svakodnevicu Dragošja. Vlasnik hipodroma i kandidat za Sabor ostvarit će zabranjenu avanturu s mladom Koranom, dok će ljubavni život njene sestre Zrinke biti poljuljan povratkom Damira u selo. Vrckasta i lijepa Tunina kći Marta uvući će se pod kožu Ranka i tako u Loreni probuditi tračak ljubomore.
Nakon što su mu roditelji otišli na put oko svijeta te ga ostavili na nemilost zahtjevne Bebe, Marko će zamoliti svog brata Sebastijana da mu zajedno sa Zvjezdanom pomogne u vođenju obiteljske trgovine. Omiljeni seoski liječnik Dražen zagledat će se u Sašku, a njegovi simpatični pokušaji zavođenja često će završiti neuspjehom. Političke intrige pokušat će se uvući u Dragošje, no seosko okruženje ostaje mjesto u kojem će se roditi neke nove ljubavi, ali probuditi i neke stare.

### Sezone
| Sezona | Sezona | Epizoda | Premijera sezone | Kraj sezone     |
| ------ | ------ | ------- | ---------------- | --------------- |
|        | 1      | 152     | 14. rujna 2009.  | 3. lipnja 2010. |
|        | 2      | 166     | 6. rujna 2010.   | 3. lipnja 2011. |

## Uloge

### Glavna glumačka postava
| Glumac/ica            | Lik                      | Trajanje                     |
| --------------------- | ------------------------ | ---------------------------- |
| Janko Popović Volarić | Ranko Hajduk             | 2009. – 2010.; 2010. – 2011. |
| Katarina Radivojević  | Lorena Levaj             | 2009. – 2011.                |
| Amar Bukvić           | Tomo Hajduk              | 2009. – 2011.                |
| Asja Jovanović        | Danica Hajduk pl. Lehner | 2009. – 2011.                |
| Velimir Čokljat       | Đuka Lotar               | 2009. – 2011.                |
| Jasna Odorčić         | Zlata Žunić              | 2009. – 2011.                |
| Robert Jozinović      | Dr. Dražen Ricijaš       | 2009. – 2011.                |
| Duško Valentić †      | Don Andrija Perkić       | 2009. – 2011.                |
| Livia Drinovac        | Ema Jaklinac             | 2009. – 2011.                |
| Marija Borić          | Zrinka Lotar             | 2009. – 2010.; gost u 2011.  |
| Hrvoje Horvat         | Sebastijan Lovrić        | 2009. – 2011.                |
| Petra Cicvarić        | Korana Lotar             | 2009. – 2011.                |
| Karlo Ferenčak        | Marko Lovrić             | 2009. – 2011.                |
| Žarko Potočnjak †     | Božo Hajduk              | 2009. – 2010.; 2010. – 2011. |
| Svjetlana Magdić      | Zvjezdana "Zveki" Rakan  | 2010. – 2011.; gost u 2009.  |
| Mirta Zečević         | Saška Jaklinac           | 2010. – 2011.; gost u 2009.  |
| Leona Paraminski      | Majda Botica             | 2009.; gost u 2010.          |
| Ivana Bolanča         | Jana Matišić             | 2009. – 2010.                |
| Barbara Rocco         | Anka Lovrić              | 2009. – 2010.                |
| Biserka Ipša          | Ruža Hajduk              | 2009. – 2010.                |
| Mladen Čutura         | Petar Lovrić             | 2009. – 2010.                |
| Mateja Kruhak         | Mira Matišić             | 2009. – 2010.                |
| Stjepan Perić         | Filip                    | 2010.; gost u 2009.          |
| Janko Rakoš           | Damir Hajduk             | 2009. – 2010.; gost u 2011.  |
| Ksenija Pajić         | Suzana Gajs              | 2010. – 2011.                |
| Zrinka Kolak Fabijan  | Spomenka Gajs            | 2010.; gost u 2011.          |
| Mia Dejanović         | Lena Gajs                | 2010. – 2011.                |
| Maša Dejanović        | Tena Gajs                | 2010. – 2011.                |
| Ljubomir Kerekeš      | Ante "Lale" Lalić        | 2010. – 2011.                |
| Ivica Pucar           | Kruno Lalić              | 2010.                        |
| Ljubica Jović         | Jasenka "Beba" Lovrić    | 2010.                        |
| Mira Furlan †         | Violeta                  | 2010.                        |
| Enes Vejzović         | Antun "Tuna" Elezović    | 2010. – 2011.                |
| Iskra Jirsak          | Marta Elezović           | 2010. – 2011.                |
| Tomislav Martić       | Maks †                   | 2010. – 2011.                |
| Lena Politeo          | Katarina "Kata" Jurić †  | 2010. – 2011.                |
| Nikolina Pišek        | Lucija Elezović          | 2010. – 2011.                |
| Jelena Perčin         | Dunja Dizdar pl. Lehner  | 2010. – 2011.                |
| Ivan Herceg           | Dino Popović             | 2010. – 2011.                |
| Ivan Pašalić          | Goran "Gogo" Dizdar      | 2010. – 2011.                |
| Vesna Tominac Matačić | Dr. Melita Jurić         | 2011.                        |
| Nebojša Borojević     | Mišo Sekulić             | 2011.                        |
| Antonio Franić        | Don Gabrijel Kos         | 2011.                        |

## Glazba
Naslovnu pjesmu, istoga naziva kao i naziva serije "Najbolje godine" izvodi Miroslav Škoro.

## Vanjske poveznice
- O likovima na stranicama Nove TV  Arhivirana inačica izvorne stranice od 28. srpnja 2012. (Wayback Machine)